# Aygyunli
Aygyunli är en ort i Azerbajdzjan.   Den ligger i distriktet Şabran Rayonu, i den nordöstra delen av landet, 130 kilometer nordväst om huvudstaden Baku. Aygyunli ligger 76 meter över havet och antalet invånare är 1 055.
Terrängen runt Aygyunli är platt åt nordost, men åt sydväst är den kuperad. Närmaste större samhälle är Divichibazar, 15,3 kilometer sydost om Aygyunli. 
Trakten runt Aygyunli består till största delen av jordbruksmark. Runt Aygyunli är det ganska glesbefolkat, med 47 invånare per kvadratkilometer.